# Masahiro Teraoka
Masahiro Teraoka (jap. 寺岡 真弘, Teraoka Masahiro; * 13. November 1991 in Takamatsu, Präfektur Kagawa) ist ein japanischer Fußballspieler.

## Karriere
Masahiro Teraoka erlernte das Fußballspielen in der Jugendmannschaft von Vissel Kōbe und der Universitätsmannschaft der Kansai-Universität. Von der Kansai-Universität wurde er von Juni 2011 bis Januar 2012 an seinen Jugendverein Vissel Kōbe ausgeliehen. Seinen ersten Vertrag unterschrieb er 2014 bei Giravanz Kitakyūshū. Der Verein aus Kitakyūshū, einer Großstadt in der Präfektur Fukuoka auf der Insel Kyūshū, spielte in der zweithöchsten Liga des Landes, der J2 League. Ende 2016 musste er mit dem Klub in die dritte Liga absteigen. Masahiro Teraoka verließ den Verein und schloss sich dem Drittligisten AC Nagano Parceiro aus Nagano an. Hier unterschrieb er einen Zweijahresvertrag. Nach Vertragsende nahm ihn sein ehemaliger Verein Giravanz Kitakyūshū Anfang 2019 wieder unter Vertrag. 2019 wurde er mit dem Klub Meister der dritten Liga und stieg in die zweite Liga auf.

## Erfolge
Giravanz Kitakyūshū
- J3 League

Meister: 2019  ▲